# Okres Eger
Okres Eger (maďarsky Egri járás) je jedním ze sedmi okresů maďarské župy Heves. Jeho centrem je město Eger.

## Sídla
V okrese se nachází celkem 22 měst a obcí, jiniž jsou:
Andornaktálya, Bátor, Demjén, Eger, Egerbakta, Egerbocs, Egercsehi, Egerszalók, Egerszólát, Feldebrő, Felsőtárkány, Hevesaranyos, Kerecsend, Maklár, Nagytálya, Noszvaj, Novaj, Ostoros, Szarvaskő, Szúcs, Tarnaszentmária, Verpelét